# (29189) Udinsk
(29189) Udinsk ist ein Asteroid des Hauptgürtels, der am 16. Oktober 1990 vom belgischen Astronomen Eric Walter Elst am La-Silla-Observatorium (IAU-Code 809) der Europäischen Südsternwarte (ESO) in Chile entdeckt wurde.
Benannt wurde der Asteroid nach der am Zusammenfluss der Flüsse Uda und Selenga gelegenen Hauptstadt der russischen Teilrepublik Burjatien Ulan-Ude, die 1666 als Überwinterungsstation von Kosaken gegründet wurde.